# Citysax
Der Citysax (Eigenschreibweise CITYSAX) ist ein in Deutschland zwischen 2009 und 2011 gebautes Elektroauto. Er wurde auf Basis der 2. Generation des Chevrolet Matiz entwickelt. Nach 23 gebauten Exemplaren wurde die Produktion eingestellt. Zu seinem Erscheinungszeitpunkt 2009 war es das einzige in Deutschland neu gefertigte, viersitzige Elektroauto.

## Entwicklungsgeschichte
Der in Dresden 2006 entwickelte und gefertigte vollelektrische Wagen wurde von einem kleinen Team (Matthias Bähr, Dirk Hunecke und Dieter Schulze) konstruiert. Ursprünglich sollte als Basisfahrzeug der Daihatsu Cuore dienen, dessen Produktion jedoch im Entwicklungszeitraum eingestellt wurde. Um den Citysax in Dresden in Kleinserie fertigen und vertreiben zu können, gründeten die Entwickler 2009 die Citysax Mobility GmbH. Die Produktion der Kleinserie startete Anfang September 2009. Bis April 2011 betrug die Zahl der verkauften Einheiten 21 Stück.

## Technik

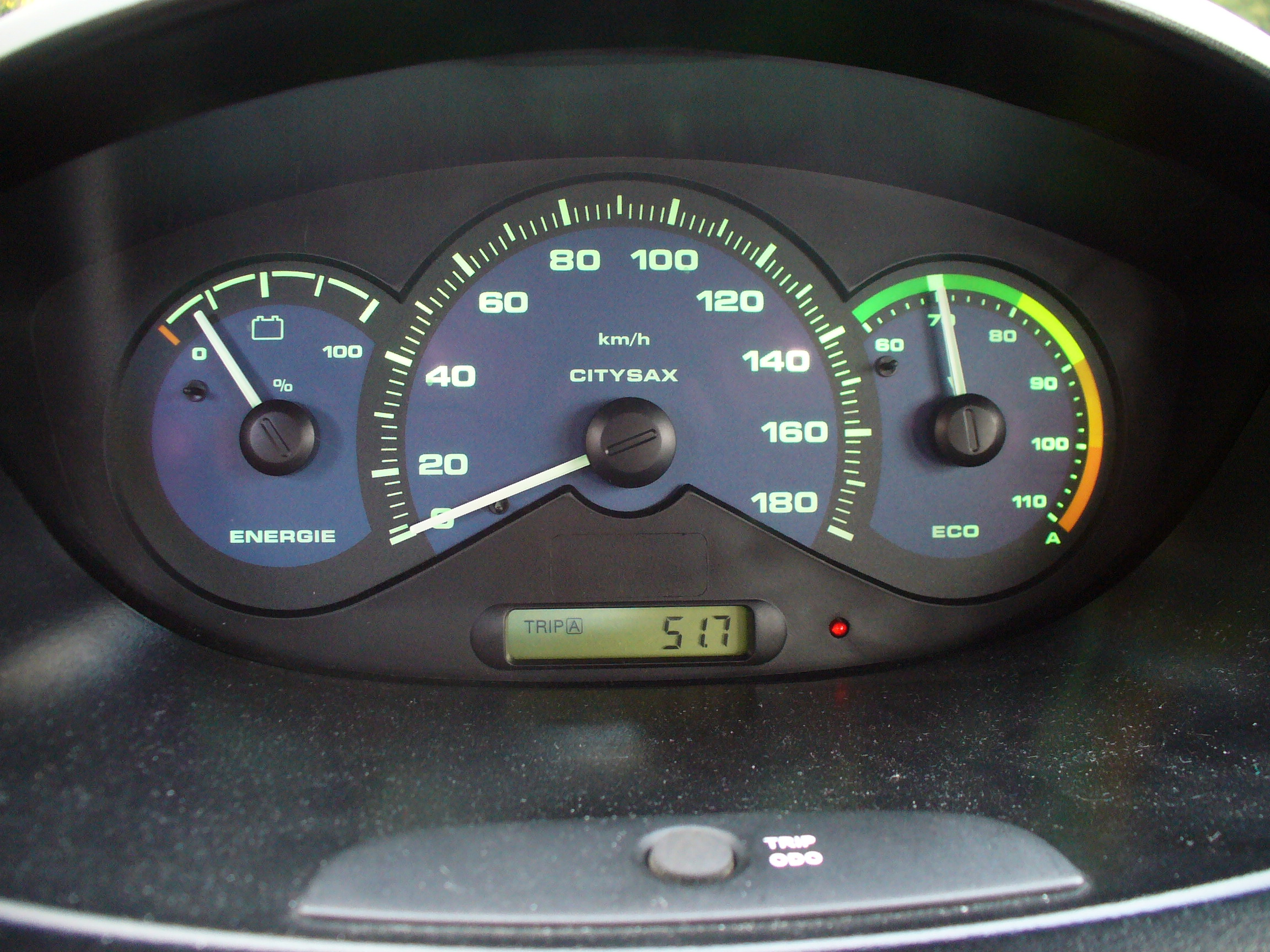
CitySax Armaturen Zeigerinstrumente

Beim Basisfahrzeug des Kleinwagens Chevrolet Matiz wird der Verbrennungsmotor entfernt und mittels einer Adapterplatte ein E-Motor mit 16 kW/26 kW Leistung (Dauer/Kurzzeit) und 51 Nm/96 Nm Drehmoment (Dauer/Kurzzeit) an das Getriebe angeflanscht. Da das Drehmoment über einen weiten Drehzahlbereich zur Verfügung steht, ist im Stadtverkehr ein sehr zügiges Fahren ohne Schalten möglich.

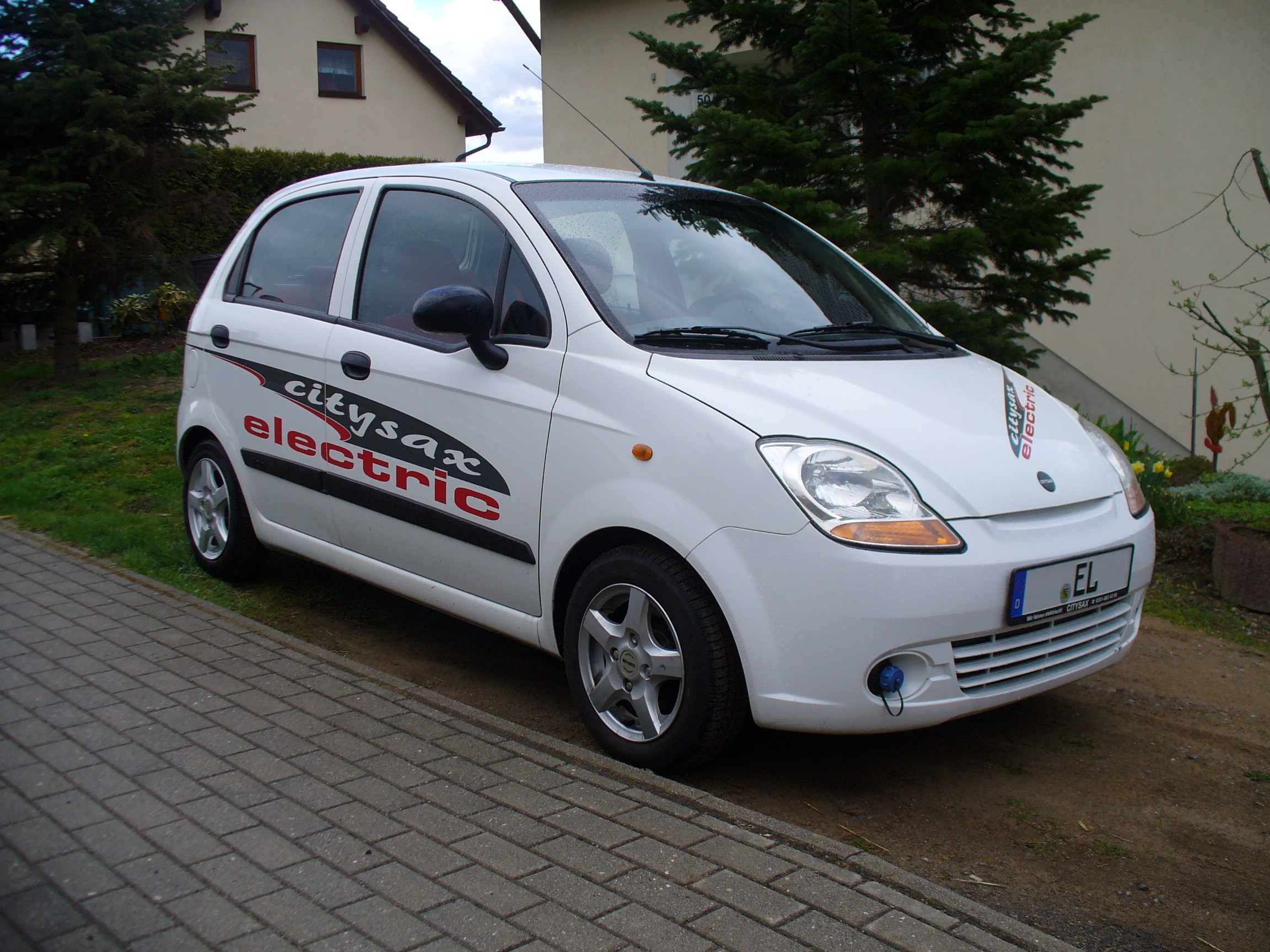
Elektroauto CitySax, rechts in der Stoßstange ein Ladeanschluss fahrzeugseitig: Bulgin Buccaneer

Geschaltet werden kann dennoch, vor allem um das Fahrzeughandling der Beladung beziehungsweise Streckenführung anzupassen.
Der Verbleib des Schaltgetriebes resultiert aus den Detailbestimmungen der deutschen Straßenverkehrs-Zulassungs-Ordnung (StVZO), die bei einem Eingriff in den Antriebsstrang eines bereits typisierten, zulassungsfähigen Fahrzeuges umfangreiche und teure Nachweise und Prüfungen erfordern, die von kleinen Unternehmen kaum erbracht werden können.
Ziel war es, die fahrzeugspezifische Ausstattung mit ABS und anderem voll zu erhalten, was über eine Elektronik erreicht wurde, die die „fehlenden“ Betriebsparameter des Verbrennungsmotors zur Verfügung stellt und in die vorhandene Bordelektronik einspeist.
Die maximale Reichweite mit dem 13-kWh-Lithium-Eisenphosphat-Akkupack beträgt in der Praxis zwischen 100 und 125 Kilometer. Mit dem integrierten Bordlader beträgt die Ladezeit an einer Niederspannungsnetz-Steckdose 6 bis 8 Stunden. Mit dem optionalen Drehstromlader ist eine beschleunigte Ladung in ca. 4 Stunden, beim Einsatz zweier Lader in ca. 2,5 Stunden möglich.
 Die Akkulebenserwartung wird mit 2000 Zyklen angegeben.
Um die Funktion der Innenraumheizung, die bei der Basis mittels Wärmetauscher die Abwärme des Motors nutzt, aufrechtzuerhalten, ist werksseitig eine Webasto-Standheizung, die mit handelsüblichem Benzin betrieben wird, verbaut.

## Diverses
Die Fahrzeuge finden ihren Einsatz unter anderem bei Energieversorgern und werden auf den Flughäfen Frankfurt und Düsseldorf unter anderem durch die Lufthansa eingesetzt. Mehrere Fahrzeuge wurden kundenspezifisch ausgerüstet, beispielsweise für die Hochschule in Heilbronn mit spezieller Messtechnik im Rahmen des Forschungsprogramms „Elektromobilität im ländlich-urbanen Raum“.
2011 realisierte SEW-Eurodrive an einem Citysax der Deutschen Lufthansa AG ein berührungsloses induktives Ladesystem. Das Fahrzeug gilt als das erste Kfz mit Straßenzulassung und induktiver Ladetechnologie in Deutschland und dient der Erprobung der komfortablen Technologie im praktischen Umfeld.
Bei der nordeuropäischen E-Mobil-Rallye 2011 belegte das Team 24 Citysax (Erben/Hunecke) unter 37 gewerteten Teams den 5. Platz in der Gesamtwertung.